# Myrta Silva
Myrta Blanca Silva Oliveros (Arecibo, 11 settembre 1927 – Arecibo, 2 dicembre 1987) è stata una cantante, cantautrice e produttrice televisiva portoricana, che era conosciuta affettuosamente come "La Gorda de Oro". È diventata famosa all'inizio degli anni '50 come cantante principale per il gruppo cubano La Sonora Matancera.

## Primi anni
Myrta Silva nacque nella città di Arecibo, a Porto Rico. Suo padre morì quando lei aveva sei anni e fu cresciuta da sua madre, che fu la sua fonte d'ispirazione. Myrta e i suoi fan si riferivano a sua madre come a "Mama Yeya". Nel 1937 Myrta fece la sua prima rappresentazione pubblica all'Oliver Theatre di Arecibo. Nel 1939 la Silva e sua madre si trasferirono a New York, dove iniziò una carriera alla radio, in teatro e negli spettacoli musicali.

## Carriera di cantante
Myrta stava lavorando in un cabaret quando fu scoperta dalla RCA che le offrì un contratto di 10 anni. Alla fine degli anni '30 incontrò il compositore portoricano Rafael Hernández, che la convinse a unirsi al suo Cuarteto Victoria. Myrta viaggiò con il gruppo in tutta l'America Latina. Qualche tempo dopo cantò anche per un altro compositore, Pedro Flores nel suo Sexteto Flores, dove si aggiunsero Daniel Santos e Pedro Ortiz Davila (noto come "Davilita").

### Come compositrice
Nel 1941, Silva compose la sua prima canzone, "Cuando Vuelvas" ("Quando torni"), registrata da Ruth Fernández. Nel 1942 compose "En Mi Soledad" ("Nella mia solitudine"), registrata da Daniel Santos, che divenne un successo in America Latina e nelle comunità latine negli Stati Uniti. Nel 1944 scrisse "Asi es la Vida" ("Questa è la vita") e "Facil de Recordar" ("Facile da ricordare") mentre si esibiva a L'Avana, a Cuba.
Silva era diventata una cantante internazionale ed era conosciuta come "La regina del Guaracha" dai suoi fan in America Latina. Dal 1949 al 1950 fu la cantante principale del famoso gruppo cubano, La Sonora Matancera, continuando allo stesso tempo a comporre. Ricevutte una buona dose di riconoscimenti per gli spettacoli dei suoi gruppi in tutta l'America Latina. In Argentina fu nominata "l'artista più venduta" in quel paese. Nel 1950 fu proclamata dal governo cubano "L'artista più popolare". Quando ha deciso di lasciare il gruppo fu sostituita da Celia Cruz, una giovane insegnante di scuola diventata cantante che divenne nota come la "Regina della salsa".
- Potete ascoltare  l'interpretazione da parte di Myrta Silva di "Qué sabes tú?" di Awilda Pedroza, su YouTube.
- e l'interpretazione al pianoforte di Luciano Quiñones qui

### Madame Chencha
Nel 1956, Silva produsse e trasmise da New York un programma televisivo, Una Hora Contigo (Un'ora con te). Lo spettacolo fu trasmesso da Canal 4 a Porto Rico e Myrta tornò sull'isola. Nel suo spettacolo creò il personaggio innovativo di "Madame Chencha". "Madame Chencha" diventò il primo personaggio televisivo dedicato alle "dicerie". Questo personaggio creò molte polemiche tra i personaggi pubblici e la stazione televisiva e, di conseguenza, Silva decise di lasciare il programma e tornare a New York.

### A New York City
A New York, ha composto Puerto Rico del Alma (Porto Rico della mia anima). Tra il 1962 e il 1964 compose le seguenti canzoni di successo: Que Sabes Tu (Cosa sai?), Tengo que Acostumbrarme (Devo abituarmici), Juguetes del Destino (Giocattoli del destino) e molte altre. Tra le sue registrazioni ci sono Voces Romanticas de Puerto Rico (Voci romantiche di Porto Rico), La Bombonera de San Juan (La bomboniera di San Juan) e La Compositora e interprete (La compositrice e interprete).

### Una Hora Contigo(Un'ora con te)
Durante la metà degli anni '60, Silva presentò una serie televisiva settimanale di varietà Una Hora Contigo (Un'ora con te) sulla prima stazione televisiva in lingua spagnola di New York, WNJU-TV Canale 47. Il programma fu molto popolare tra il pubblico latino, spingendo la stazione ad aggiungere un ulteriore programma settimanale presentato da Silva intitolato Tira y Tapate.
Negli anni '70 Silva scrisse No Te Vayas de Mi Vida (Non lasciare la mia vita) che fu registrato e reso popolare da Evelyn Souffront. Nel 1971 Silva è tornata a Porto Rico con il suo programma televisivo Una Hora Contigo, che questa volta fu trasmesso su Canale 11. Questo spettacolo fu tra i programmi più popolari in Porto Rico.

## Ultimi anni
Silva è stata attiva in molte associazioni di beneficenza e ha anche partecipato a molte attività pro-ispaniche negli Stati Uniti. Durante gli anni '80, Silva ebbe un programma nel canale televisivo governativo dedicato alla musica e ai compositori.
Silva ha sofferto di demenza senile o malattia di Alzheimer negli ultimi anni. Un giorno mentre faceva la doccia, si ustionò accidentalmente con l'acqua calda, subendo ustioni di terzo grado.
Morì il 2 dicembre 1987 ad Arecibo, all'età di 60 anni e fu sepolta nel "Cementerio Antiguo de San Juan" (vecchio cimitero di San Juan) a San Juan, Porto Rico.